# Bocchoris insulalis
Bocchoris insulalis là một loài bướm đêm trong họ Crambidae.